# Arbets- och näringscentral
En arbets- och näringscentral (förkortning: TE-central, från finskans TE-keskus, työ- ja elinkeinokeskus), även arbetskrafts- och näringslivscentral eller arbetskrafts- och näringscentral, var till och med 2009 en regional statlig myndighet i Finland. Handels- och industriministeriet, jord- och skogsbruksministeriet samt arbetsministeriet hade samlat sina regionala resurser till TE-centralerna. Vid femton centraler erbjöds företag, företagare och enskilda medborgare mångsidiga rådgivnings- och utvecklingstjänster.
TE-centralerna spelade en viktig roll som expert på och beviljare av EU-finansiering samt utvecklare av EU-samarbetet inom sina regioner.
Från och med 2010 har deras uppgifter övertagits av närings-, trafik- och miljöcentralerna.